# Кхема
Кхема — одна из двух главных учениц Будды Шакьямуни (другой была Утпалаварна).
Имя «Кхема» означает «стройная», и она действительно была очень красива, кроме того, принадлежала к царской семье Магадхи и была одной из любимых цариц правителя Бимбисары.
Она не хотела встречаться с Буддой так, как она знала, что он не заботится о красоте, и была о себе высокого мнения. О Будде она услышала от мужа, который поощрял её пойти послушать его проповеди, при этом он намекнул ей о великолепии его монастыря. Очень заинтригованная и всегда готовая полюбоваться прекрасными вещами, блеском и роскошью, ради такого дела она отправилась посмотреть монастырь Будды. Сиддхаттха, увидев приближающуюся Кхему, сверхъестественной силой сотворил совершенную юную деву, чья красота превосходила красоту Кхемы, та же была несказанно очарована прелестью девушки. Затем Будда запустил у созданной им красавицы быстрый процесс старения. Её тело на глазах стало увядать, черты лица изменились, начали выпадать зубы, седеть волосы, изо рта закапала слюна, а тело неприятно запахло, голос задребезжал, глаза потеряли блеск, по всему телу поползли морщины, само же оно согнулось, исхудало и затряслось, рёбра выдались наружу, наконец, дыхание оставило тело, и остался лишь труп, который в свою очередь превратился в кучу костей.
Будучи свидетельницей происшедшего, Кхема испытала леденящий ужас и самый жуткий страх в своей жизни, так что волосы зашевелились на её прекрасной голове. Как же она сможет сохранить свою красоту, когда это изысканное видение постарело и разложилось на её глазах? Осознав на наглядном примере, что все явления в мире являются временными и непостоянными и что то же самое когда-нибудь случится с ней, Кхема отныне была готова прислушаться к словам Будды. После его проповеди она достигла полного просветления, став архатой. С разрешения своего мужа Кхема присоединилась к уставу монахинь.